# Generalvollmacht
Unter einer Generalvollmacht (englisch general power of attorney, französisch procuration pour l'assemblée générale, schwedisch Generalfullmakt) versteht man in der Wirtschaft die Erteilung von Vertretungsmacht für alle Geschäfte, bei denen eine Stellvertretung erlaubt ist.

## Allgemeines
Die vor allem bei Großunternehmen und im Kreditwesen bei Großbanken entwickelte Generalvollmacht reicht von ihrem Umfang her weiter als die Prokura, liegt jedoch unterhalb der Kompetenzen des Vorstands oder der Geschäftsführung. Diese Generalvollmacht ist von der in Deutschland im Handelsrecht geregelten Generalhandlungsvollmacht zu unterscheiden. Letztere ist eine umfassende Art der Handlungsvollmacht gemäß § 54 Abs. 1 HGB, die nicht auf die unmittelbare Vertretung der Gesellschaft, sondern lediglich auf ein Handeln in (Unter-)Vollmacht des oder der Geschäftsführer gerichtet ist. Die Zulässigkeit der gesetzlich nicht geregelten Generalvollmacht ist im Bereich des bürgerlichen Rechts allgemein anerkannt. Generalvollmacht und Generalhandlungsvollmacht bedürfen eines besonderen Vertrauens des Vollmachtgebers in die Person des Bevollmächtigten, weil letzterer seine Vertretungsmacht auch missbrauchen kann.

## Rechtsfragen
Die Generalvollmacht ist ein Rechtsbegriff, der beispielsweise in § 5 Abs. 3 Nr. 2 BetrVG für leitende Angestellte vorkommt. Sie kann sich auf ein ganzes Unternehmen erstrecken und richtet sich nach der Stellvertretung gemäß § 164 BGB, so dass die gesetzlichen Beschränkungen der handelsrechtlichen Vollmachten (Handlungsvollmacht, Prokura) entfallen und sie ihrem Umfang nach sogar über die Prokura bei Personengesellschaften hinausgehen kann. Hiernach kann ein Dritter zwar nicht organschaftlicher Vertreter einer Personalhandelsgesellschaft sein, doch schließe dieser Grundsatz nicht die Möglichkeit aus, dass ein Dritter mit einer umfassenden Vollmacht (Generalvollmacht), die auch noch über den gesetzlich festgelegten Umfang einer Prokura hinausgeht, ausgestattet wird. Die Erteilung einer solchen Vollmacht sei der Personalhandelsgesellschaft ebenso wenig verwehrt wie einer natürlichen Person oder einer juristischen Person. Der Generalbevollmächtigte hat über die Prokura hinausgehende Befugnisse, ohne dass er die den Vertretungsorganen (Vorstand, Geschäftsführung) vorbehaltenen Befugnisse wahrnehmen darf. Dies gilt als unzulässige Übertragung von Organbefugnissen eines Geschäftsführers.
Der Bundesgerichtshof (BGH) hält die Befugnis des Geschäftsführers einer GmbH zur organschaftlichen Willenserklärung und die damit verbundene Verantwortung für unübertragbar. Infolgedessen kann der Geschäftsführer seine Vertretungsmacht nicht im Ganzen durch einen Anderen ausüben lassen. Bei der GmbH sei die vom Geschäftsführer einem Nichtgeschäftsführer erteilte Generalvollmacht auch dann unwirksam, wenn ihr sämtliche Gesellschafter zugestimmt haben. Eine Generalvollmacht kann nicht schrankenlos erteilt werden, weil eine Selbstentmündigung des Kaufmanns sittenwidrig ist (§ 138 Abs. 1 BGB).
Da die Generalvollmacht dem HGB unbekannt ist, kann sie nicht ins Handelsregister eingetragen werden; es ist lediglich eine Eintragung als Prokurist möglich. Ein Prokurist wiederum darf keine Generalbevollmächtigten ernennen. Der BGH lehnte die Generalvollmacht im Juli 2002 bei der GmbH erneut ab.

## Generalvollmacht bei Privatpersonen
Es empfiehlt sich bei rechtsunkundigen Privatpersonen, die Generalvollmacht von einem Notar beurkunden zu lassen, damit dieser alle Rechtsfragen beantworten und etwaige Rechtsrisiken ausschließen kann. Der Vollmachtgeber muss zum Zeitpunkt der Vollmachterteilung geschäftsfähig sein. Die Generalvollmacht kann als transmortale Vollmacht erteilt werden. Ausgeschlossen ist dagegen die Generalvollmacht, wenn höchstpersönliches Handeln erforderlich ist. Hierzu gehören die Einwilligung in medizinische Behandlung (§ 630d BGB), die Eheschließung (§ 1311 BGB), das Testament (§ 2064 BGB), der Erbvertrag (§ 2274 BGB) oder die Freiheitsentziehung. Eine Generalvollmacht kann aber beispielsweise vorsorglich erteilt werden, um eine rechtliche Betreuung zu verhindern, wenn infolge von Krankheit oder Unfall Geschäftsunfähigkeit eintritt. Wenn sich die Generalvollmacht auf den Verkauf oder die Belastung von Grundstücken erstrecken soll, ist zum Nachweis gegenüber dem Grundbuchamt eine notarielle Beurkundung zwingend notwendig.

## Bekannte Generalbevollmächtigte in Deutschland
Berthold Beitz gilt ersichtlich als erster deutscher Generalbevollmächtigter der Industrie, als er im September 1952 von Alfried Krupp per Handschlag erfuhr: „Sie bekommen Generalvollmacht. Sie können handeln wie ein Eigentümer und machen, was Sie wollen.“
Liste der bekannten Generalbevollmächtigten:
- Berthold Beitz, langjähriger Generalbevollmächtigter der Krupp-Werke
- Hartmuth Wiesemann, langjähriger Generalbevollmächtigter von Aldi-Nord
- Ronald Pofalla, ehemals Generalbevollmächtigter der Deutschen Bahn[13]

Fritz Sauckel wurde von Adolf Hitler im März 1942 zum Generalbevollmächtigten für den Arbeitseinsatz ernannt.

## International
In der Schweiz ist der Generalbevollmächtigte zum Abschluss rechtlicher und/oder wirtschaftlicher Geschäfte jeder Art aus Stellvertretung gemäß Art. 32 OR ermächtigt. Selbst eine Generalvollmacht ist jedoch beschränkt. Die Beschränkung kann sich aus den Umständen oder schon aus dem Gesetz ergeben. Dies trifft etwa nach Art. 396 Abs. 3 OR zu, der für bestimmte Aufträge eine besondere Ermächtigung vorschreibt.
In Österreich ist die Generalvollmacht im Rahmen des Gesellschaftsrechts umstritten. Der Oberste Gerichtshof (OGH) hat sie jedenfalls für Kapitalgesellschaften zugelassen.
Im Hinblick auf den Umfang der Vollmacht unterscheidet das englische Recht zwischen Generalbevollmächtigten (englisch general agents) und Spezialbevollmachtigten (englisch special agents), wobei der „general agent“ als Vertreter sämtliche Geschäfte ohne Einschränkung vornehmen darf.